# Ironton (condado de Sauk, Wisconsin)
Ironton es un pueblo ubicado en el condado de Sauk en el estado estadounidense de Wisconsin. En el Censo de 2010 tenía una población de 660 habitantes y una densidad poblacional de 7,24 personas por km².

## Geografía
Ironton se encuentra ubicado en las coordenadas 43°31′21″N 90°8′40″O / 43.52250, -90.14444. Según la Oficina del Censo de los Estados Unidos, Ironton tiene una superficie total de 91.15 km², de la cual 90.99 km² corresponden a tierra firme y (0.17%) 0.15 km² es agua.

## Demografía
Según el censo de 2010, había 660 personas residiendo en Ironton. La densidad de población era de 7,24 hab./km². De los 660 habitantes, Ironton estaba compuesto por el 99.24% blancos, el 0% eran afroamericanos, el 0% eran amerindios, el 0% eran asiáticos, el 0% eran isleños del Pacífico, el 0.45% eran de otras razas y el 0.3% pertenecían a dos o más razas. Del total de la población el 1.06% eran hispanos o latinos de cualquier raza.